# 清醒 (意识状态)
意识状态意义上的清醒（英語：Sobriety）是指没有因受酒精或药物而产生的可测量的影响的情形。清醒也被认为是人出生时的自然状态。诸如禁酒运动等组织致力于清醒在社会中的常态化。
在戒酒治疗中，清醒是最终的目标，为达成清醒需要一种持续的自制能力。在戒酒初期，戒断反应可能会对后续的行为造成阻碍。有些人即使完成了戒酒，但仍维持着对再次饮酒的渴求，这种状态被称为“Dry Drunk”，处于这种状态的人仍不被认为是清醒的。这些人可能仍有着对酒精的强烈需求，但受制于多种因素（例如医疗或法律层面的考虑）而不被允许饮酒。
清醒在特定语境中可能有更具体的含义，例如药物成瘾戒断项目、执法部门或是心理学流派，他们对于清醒的定义各不相同。在某些情况下，清醒意味着“生活的平衡”。

## 康复支持项目
清醒可被定义为不受任何药物的短期或长期心理影响的状态。所以清醒康复支持项目主要关注一些特定的药物，例如酒精、烟草、大麻、鸦片等。在这类项目中，人们常使用“干净且清醒”这个短语，意思是某人长时间未使用、体内无残留酒精或其它药物。
康复可以始于不同方式，例如去戒毒所、排毒中心或结交一个清醒的同伴。酗酒者也可以借助书籍、播客和在线资源来辅助康复。

## 节制行为倡导组织
禁酒运动组织鼓励清醒的生活状态，并倡导将其作为社会的规范。基督教妇女节制联盟传播有关清醒生活方式的文本，而诸如利甲族独立协会和国际禁酒会等兄弟组织则为戒酒者提供了一个社交空间。

## 执法部门
清醒程度现场检测和呼气测试是执法部门常用的两种酒精检测方法。除了这两种简便的现场测试方法外，人们还可使用尿液测试或血液测试来检查酒精使用情况。
在美国可使用的其它标准化测试包括：
- 单脚站立测试
- 步行与转向测试
- 水平凝视（HGN）测试

非标准测试包括：
- 龙伯格测试（英语：Romberg's test）
- 手指（检测者）到鼻子（受试者）测试
- 数指头
- 拍手测试
- 背诵字母表
- 到向数数

这些测试的结论取决于检测者的主观判断，并且可能有许多其它因素会导致测试结果的偏差，例如骨科或神经系统疾病，或是疲劳。